# Androsace sericea
Androsace sericea là một loài thực vật có hoa trong họ Anh thảo. Loài này được Ovcz. mô tả khoa học đầu tiên năm 1952.